# Ardeola rufiventris
La sgarza panciarossiccia (Ardeola rufiventris Sundevall, 1850) è un uccello della famiglia degli Ardeidi. Si tratta di una specie di sgarza di medie dimensioni, caratterizzata da un piumaggio di colore grigio e marrone. È diffusa solo in Africa, dove è però ampiamente diffusa, pur non essendo comune in nessun luogo. Finora non sono stati condotti studi adeguati sulla sua biologia, quindi le esigenze ambientali, le abitudini alimentari specifiche e la biologia riproduttiva sono note solo in piccola parte.

## Descrizione
La sgarza panciarossiccia raggiunge un'altezza di 38–39 cm. A differenza di molte altre specie di airone, presenta un certo grado di dimorfismo sessuale. Le femmine hanno un piumaggio dai toni più opachi e il grigio della loro livrea assume una tonalità color grigio-fumo o marrone. Sul mento e sulla parte anteriore del collo, presentano inoltre una striscia color bianco crema.
Entrambi i sessi hanno la testa blu-nera. Il becco è prevalentemente giallo. Collo, gola, parte posteriore del collo e la parte superiore del dorso sono di colore grigio. Le copritrici sono marroni, mentre il resto delle ali è nero. La parte inferiore del dorso è grigio-marrone scuro, mentre il groppone e la coda sono marrone castano. Le regioni inferiori sono marroni. Gli esemplari giovani somigliano alle femmine, ma presentano ai lati della testa, sul collo e sul petto delle strisce color marrone-giallastro.
Sul campo è possibile confondere questa specie con l'airone nero. Tuttavia, quest'ultimo ha le zampe nere, mentre la sgarza panciarossiccia le ha gialle. Entro i confini dell'area di diffusione della sgarza panciarossiccia vivono anche due suoi parenti stretti, la sgarza ciuffetto e la sgarza del Madagascar, ma è veramente difficile confonderla con queste ultime, dato che non hanno la parte superiore del corpo di color grigio scuro.

## Distribuzione e habitat
La sgarza panciarossiccia è una specie esclusivamente africana. Il suo areale è limitato alle regioni centrali e orientali di questo continente. È presente, tra l'altro, nel Kenya sud-occidentale, nell'Uganda meridionale, in Ruanda, nel Congo sud-orientale, in Zambia, nel nord della Namibia, nel sud-ovest e nel nord-est dell'Angola, nel nord del Botswana, in Zimbabwe e nella Repubblica Sudafricana. Ha abitudini prevalentemente stanziali. Tuttavia può effettuare degli spostamenti quando, durante la stagione delle piogge, le grandi pianure africane vengono allagate. Questi movimenti stagionali a tutt'oggi non sono stati ancora adeguatamente studiati. Anche il numero di esemplari è noto solo parzialmente. Tuttavia si può stabilire che in Tanzania ne vivano circa 3000-5000 individui.
La sgarza panciarossiccia abita soprattutto le pianure erbose lungo i fiumi che vengono inondate durante la stagione delle piogge. Spesso si rinviene nei letti ricoperti da folti canneti, nelle paludi di papiro e ai margini di laghi e fiumi. In Tanzania, sembra aver ricavato un notevole beneficio dall'ampliamento delle aree destinate alla coltivazione del riso.

## Biologia
La sgarza panciarossiccia si procura il cibo alla maniera tipica degli aironi, camminando lentamente nell'acqua bassa e colpendo rapidamente la preda con il becco. La sua dieta è costituita da vermi, insetti, crostacei, rane e pesci.
La nidificazione è strettamente correlata al livello delle acque e generalmente ha luogo durante la stagione delle piogge. La sgarza panciarossiccia nidifica in colonie nei canneti o su alberi e arbusti. Generalmente queste colonie comprendono piccoli gruppi di sei-trenta coppie nidificanti, ma nello Zambia sono state rinvenute colonie composte anche da sessanta-ottanta nidi. Spesso nidifica in compagnia di marabù e tantali. I nidi in tal caso sono posti generalmente ai bordi della colonia. Il nido misura solo 25–35 cm di diametro e ha uno spessore di 10–12 cm. Ogni covata consiste solitamente di due o tre uova. L'incubazione inizia con la deposizione del primo uovo, ma il periodo di incubazione è finora sconosciuto. I pulcini si schiudono in modo asincrono a distanza di circa due giorni l'uno dall'altro. I piccoli sono già attivi a partire dal settimo giorno di vita e verso i 24 giorni di età sono già capaci di effettuare brevi voli. Solo intorno al trentaduesimo giorno, tuttavia, diventano in grado di volare come gli adulti.